# Епплтон (Вісконсин)
Епплтон (англ. Appleton) — місто (англ. city) в США, в округах Автаґемі, Калумет і Віннебаґо штату Вісконсин. Населення — 75 644 особи (2020). Поруч на річці Фокс розташована перша в світі гідроелектростанція потужністю 12,5 кВт.

## Географія
Епплтон розташований за координатами 44°16′44″ пн. ш. 88°23′33″ зх. д. / 44.27889° пн. ш. 88.39250° зх. д. (44.278819, -88.392625). За даними Бюро перепису населення США в 2010 році місто мало площу 64,27 км², з яких 63,00 км² — суходіл та 1,27 км² — водойми.

### Клімат
| Клімат : Епплтон        | Клімат : Епплтон | Клімат : Епплтон | Клімат : Епплтон | Клімат : Епплтон | Клімат : Епплтон | Клімат : Епплтон | Клімат : Епплтон | Клімат : Епплтон | Клімат : Епплтон | Клімат : Епплтон | Клімат : Епплтон | Клімат : Епплтон | Клімат : Епплтон |
| Показник                | Січ.             | Лют.             | Бер.             | Квіт.            | Трав.            | Черв.            | Лип.             | Серп.            | Вер.             | Жовт.            | Лист.            | Груд.            | Рік              |
| Абсолютний максимум, °C | 12,8             | 15,0             | 27,2             | 31,7             | 34,4             | 38,3             | 41,7             | 39,4             | 38,3             | 31,7             | 23,9             | 16,1             | 41,7             |
| Середній максимум, °C   | −4,1             | −2,2             | 3,9              | 12,2             | 19,4             | 24,8             | 27,7             | 26,4             | 21,6             | 14,7             | 5,9              | −1,6             | 12,4             |
| Середній мінімум, °C    | −12,9            | −11,7            | −5,4             | 1,4              | 7,7              | 13,3             | 16,3             | 15,2             | 10,7             | 4,6              | −2,2             | −9,6             | 2,3              |
| Абсолютний мінімум, °C  | −34,4            | −35,6            | −29,4            | −13,9            | −5               | 1,1              | 5,0              | 1,7              | −3,9             | −9,4             | −21,7            | −30,6            | −35,6            |
| ----------------------- | ---------------- | ---------------- | ---------------- | ---------------- | ---------------- | ---------------- | ---------------- | ---------------- | ---------------- | ---------------- | ---------------- | ---------------- | ---------------- |
| Джерело: Weatherbase    |                  |                  |                  |                  |                  |                  |                  |                  |                  |                  |                  |                  |                  |

## Демографія
Згідно з переписом 2010 року, у місті мешкали 72 623 особи в 28 874 домогосподарствах у складі 18 271 родини. Густота населення становила 1130 осіб/км². Було 30348 помешкань (472/км²).
Расовий склад населення:
| - 87,5 % — білих - 5,9 % — азіатів - 1,7 % — чорних або афроамериканців - 0,7 % — корінних американців - 2,2 % — осіб інших рас |

До двох чи більше рас належало 2,0 %. Частка іспаномовних становила 5,0 % від усіх жителів.
За віковим діапазоном населення розподілялося таким чином: 25,0 % — особи молодші 18 років, 63,7 % — особи у віці 18—64 років, 11,3 % — особи у віці 65 років та старші. Медіана віку мешканця становила 35,3 року. На 100 осіб жіночої статі у місті припадало 98,1 чоловіків; на 100 жінок у віці від 18 років та старших — 95,3 чоловіків також старших 18 років.
Середній дохід на одне домашнє господарство становив 68 826 доларів США (медіана — 53 588), а середній дохід на одну сім'ю — 84 493 долари (медіана — 70 552). Медіана доходів становила 48 503 долари для чоловіків та 37 575 доларів для жінок. За межею бідності перебувало 11,9 % осіб, у тому числі 16,3 % дітей у віці до 18 років та 6,1 % осіб у віці 65 років та старших.
Цивільне працевлаштоване населення становило 38 503 особи. Основні галузі зайнятості: освіта, охорона здоров'я та соціальна допомога — 21,3 %, виробництво — 21,2 %, роздрібна торгівля — 11,5 %, мистецтво, розваги та відпочинок — 10,6 %.

## Відомі особистості
У поселенні народився:
- Роджер Дженкінс (1911—1994) — американський хокеїст.
- Віллем Дефо (* 1955) — американський театральний і кіноактор